# Penninga's Molen
Penninga's Molen (z nider. Młyn Penninga) – wiatrak holenderski zlokalizowany w Joure, w prowincji Fryzja, w północnej Holandii. Obiekt został wpisany do holenderskiego rejestru zabytków.

## Historia

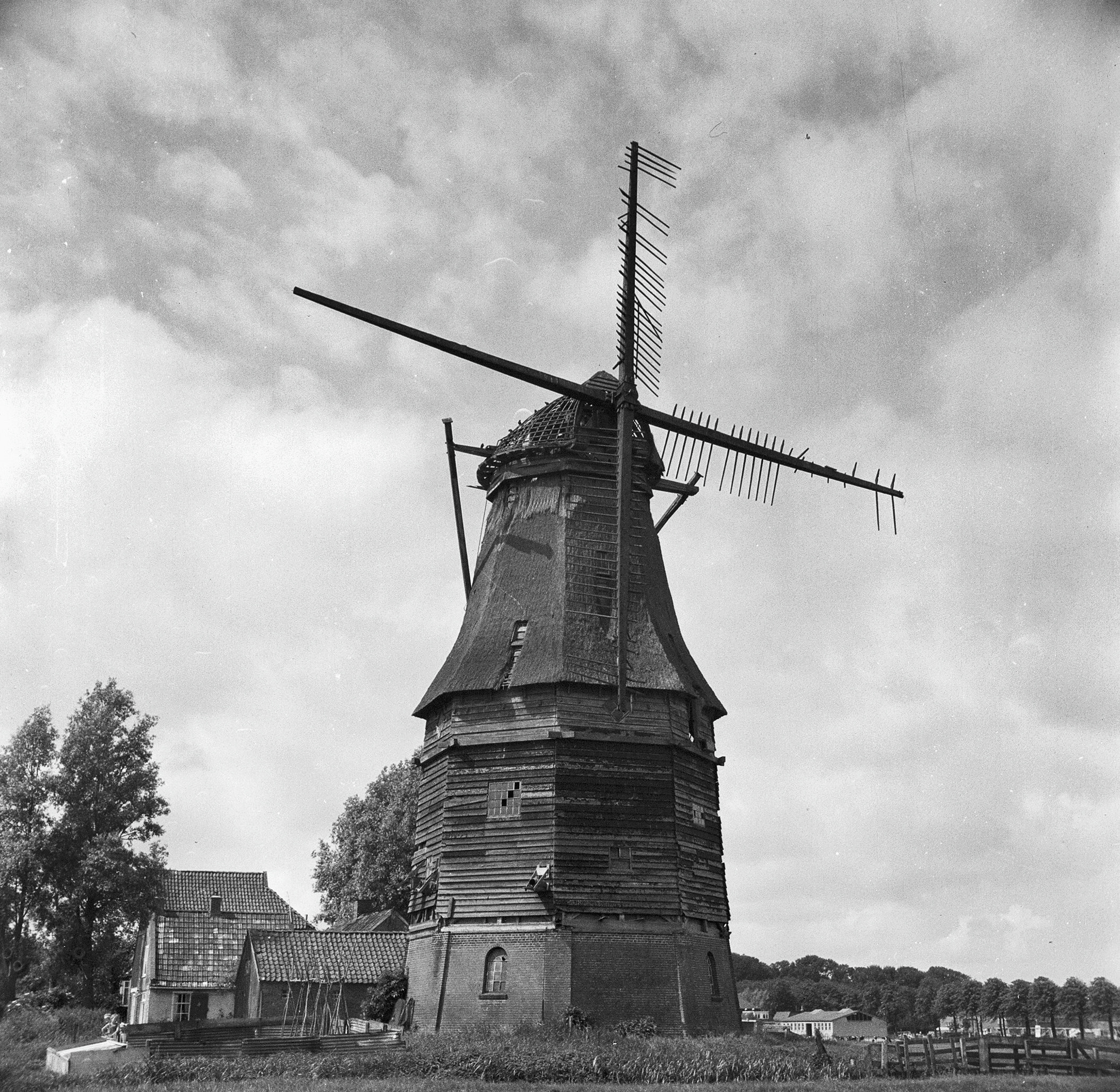
Wiatrak w latach 60.

Wiatrak został zbudowany 1692 r. przez rzemieślnika Jelisa Hendricksza w Westzaan, w Holandii Północnej. Służył tam jako papiernia i nosił nazwę De Jong Dolfijn (z nider. Młody Delfin) lub De Koperen Berg (z nider. Miedziowa Góra). W 1819 r. wiatrak został przekształcony w ten sposób, by możliwa stała się w nim produkcja kaszy jęczmiennej. Później używano go także do mielenia ryżu. W 1900 r. został sprzedany i przeznaczony pod rozbiórkę. Został jednak rozebrany i przewieziony przez Zuiderzee do Joure. Przedsięwzięciem kierował Jelmer Visser.
Wiatrak został zakupiony przez Auke'a Sietzesa Penninga. Stanął na miejscu dawnego wiatraka holenderskiego o nazwie De Westenberg, który spłonął 13 kwietnia 1900 r. Nowy wiatrak otrzymał nazwę De Jonge Wester lub Penninga's Molen. Pracował do 1936 r. (według niektórych źródeł do 1938 r.). Miał być używany okazjonalnie podczas II wojny światowej. Służył także jako stajnia. Do lat 60. XX w. wiatrak został opuszczony. W 1966 r. założono organizację Stichting de Penninga's Molen (z nider. Stowarzyszenie Młyna Penninga). W 1970 r. wykupiła ona wiatrak za 1 guldena holenderskiego. W latach 1970–1971 obiekt został poddany renowacji, podczas której zainstalowano w nim wał skrzydłowy z wiatraka Rijperpoldermolen w Ryptsjerku, który spłonął dwa lata wcześniej.
Wiatrak został otwarty 10 maja 1972 r. Obecnie przeprowadzane są w nim pokazy szkoleniowo-edukacyjne w ramach działalności organizacji Gild Fryske Mounders. W 2007 r. przeprowadzono kolejną renowację, podczas której przebudowano galerię oraz kołpak.

## Konstrukcja
Wiatrak ma trzy piętra, przy czym powstał na trzypiętrowej platformie. Pierwsze piętro podstawy jest murowane, pozostałe są wykonane z drewna. Galeria wznosi się na wysokości 9,10m powyżej powierzchni gruntu. Kołpak jest kryty strzechą. Skrzydła mają rozpiętość 23,54 metrów. Żeliwny wał skrzydłowy podtrzymuje skrzydła i napędza górne koło kołnierzowe o 53 trybach. Dolne koło kołnierzowe ma 30 trybów i znajduje się na szczycie wału głównego. U dołu wału głównego znajduje się koło zębate walcowe o 133 trybach napędzające dwie pary kamieni młyńskich, z których każdy ma średnicę 150 centymetrów.